# Saint-Éloi (Creuse)
Saint-Éloi ist eine Gemeinde im Zentralmassiv in Frankreich. Sie gehört zur Region Nouvelle-Aquitaine, zum Département Creuse, zum Arrondissement Guéret und zum Kanton Guéret-2. 

## Lage
Sie grenzt im Nordwesten an Saint-Victor-en-Marche, im Norden an La Chapelle-Taillefert, im Nordosten an Saint-Christophe, im Südosten und im Süden an Sardent und im Westen an Janaillat und Azat-Châtenet.
Das Gemeindegebiet wird im Westen vom Fluss Leyrenne durchquert, im Osten verläuft die Gartempe.

## Bevölkerungsentwicklung
| Jahr      | 1962 | 1968 | 1975 | 1982 | 1990 | 1999 | 2008 | 2018 |
| --------- | ---- | ---- | ---- | ---- | ---- | ---- | ---- | ---- |
| Einwohner | 314  | 283  | 226  | 210  | 175  | 166  | 203  | 210  |